# Ulica Sadowa w Petersburgu

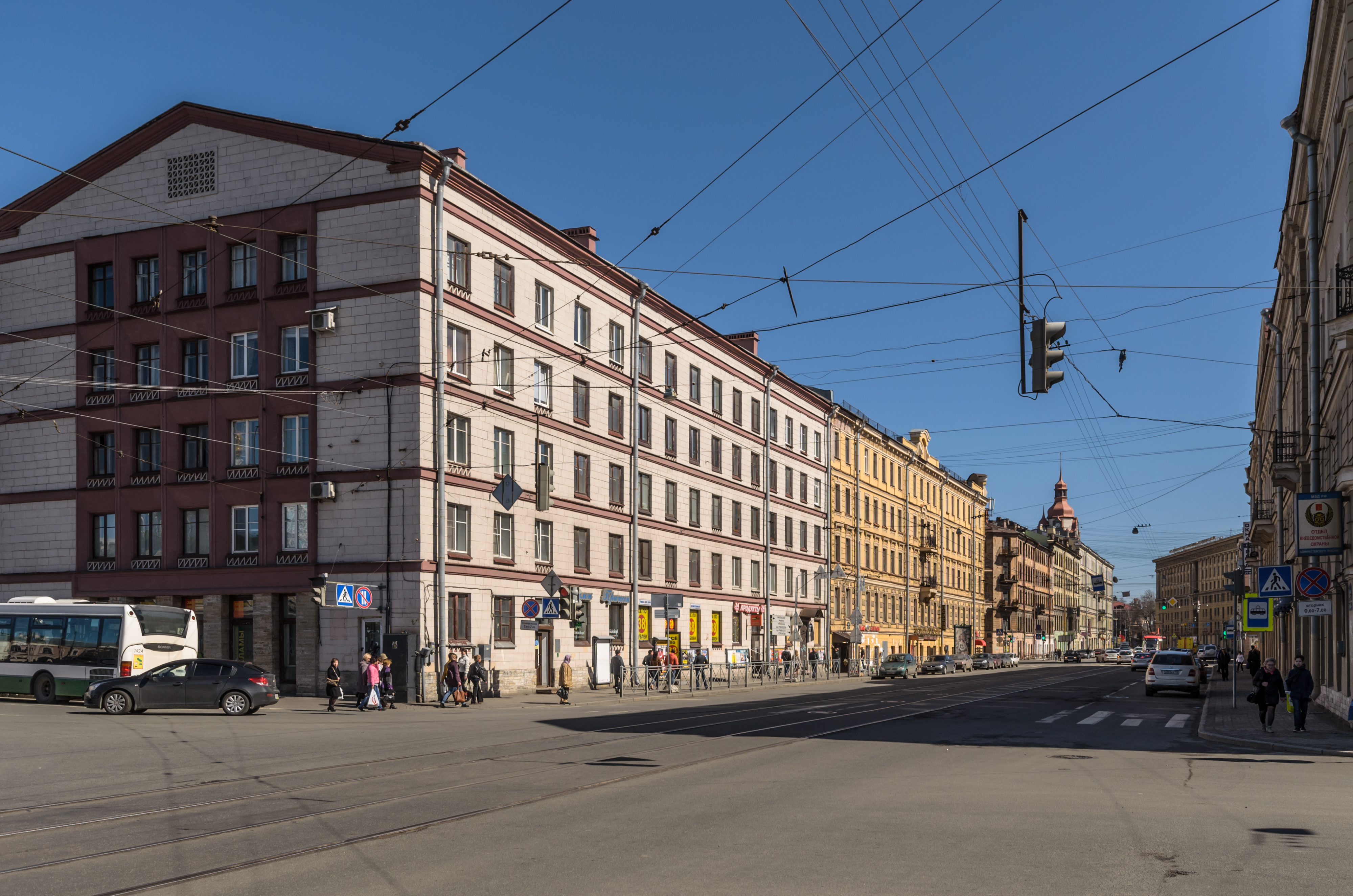
Widok ogólny (odcinek dawnej Wielkiej Sadowej)

Ulica Sadowa (ros. Садовая улица, Sadowaja ulica) – jedna z głównych ulic w rejonach centralnym i admirałtiejskim Petersburga. Przebiega od I Mostu Sadowego nad Mojką do ujścia kanału Gribojedowa. W latach 1923–1944 r. nosiła nazwę ulicy 3 lipca (3-го Июля - 3-go Ijula) dla upamiętnienia wydarzeń lipcowych 1917 r.  

## Historia
Przed r. 1887 był to ciąg ulic Małej i Wielkiej Sadowej. Pierwsza z nich rozpoczynała się na nabrzeżu Mojki i ciągnęła do skrzyżowania z ul. Italjanską, za którym rozpoczynała się Wielka Sadowa, biegnąca do miejsca, gdzie Kanał Jekateryński (później Gribojedowa) łączy się z Fontanką. Łączna długość ulicy to 4 km 376 m.   
Najstarszy odcinek Wielkiej Sadowej, wytyczony w pierwszej ćwierci XVIII w., odchodził od Wielkiej Perspektywy (późn. Newskiego Prospektu) i biegł w stronę placu targowego, który z czasem przekształcił się w późniejszy Plac Sienny. Nazwa ulicy nawiązywała do podmiejskich sadów i ogrodów, wzdłuż których przebiegała. Po wielkich pożarach z lat 1736 i 1737 r. komisja do sprawy budowy Petersburga poleciła dalej zabudowywać tereny na zachód od Kanału Kriukowa (wyspy Pokrowską i Kołomieńską), a zatem również przedłużyć ul. Sadową w tym kierunku. Później, około połowy XVIII w., wyznaczono odcinek ulicy od Newskiego Prospektu na północny wschód, do skrzyżowania z ul. Włoską (Italjanską). Odcinek od ul. Italjanskiej do nabrzeża Mojki wytyczono dopiero na pocz. XIX w.. 

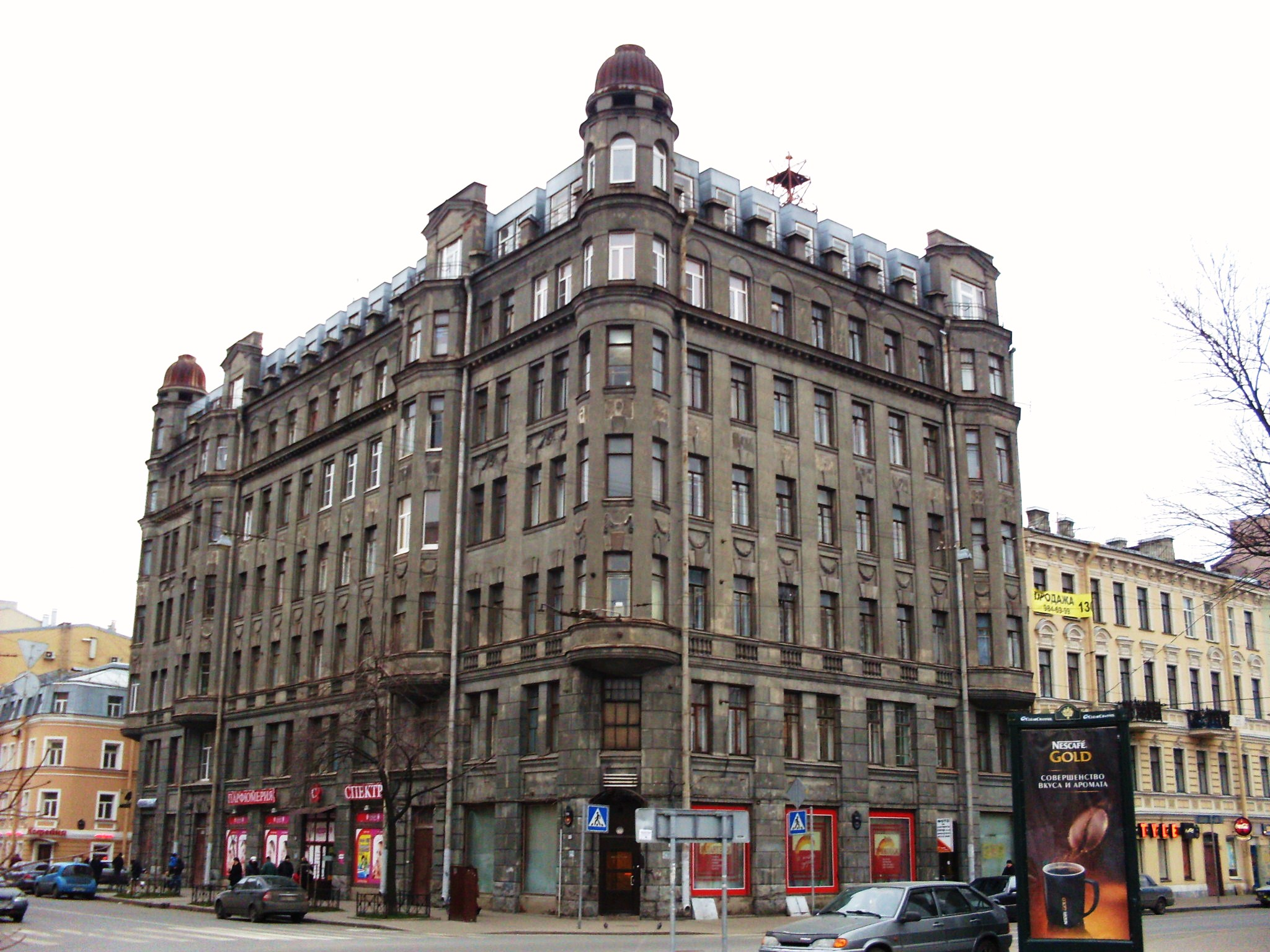
Dom Timofiejewa - jedna z typowych kilkupiętrowych kamienic czynszowych z II poł. XIX/pocz. XX w., jakie tworzą zabudowę ul. Sadowej

W II poł. XIX w. na całej długości ulicy budowano kamienice czynszowe, w których lokale mieszkalne zajmowały wyższe kondygnacje, zaś na niższych znajdowały się różnego typu warsztaty (szewskie, krawieckie, jubilerskie, niewielkie drukarnie), sklepy i magazyny. Handlowy charakter miał odcinek ulicy przylegający do Placu Siennego, Rynku Nikolskiego, Rynku Apraksinowskiego, Placu Pokrowskiego (ob. Turgieniewa) oraz do Gostinnego Dworu. Rejon Rynku Apraksinowskiego i Placu Siennego zamieszkiwała głównie miejska biedota, robotnicy i służący.
Przy ul. Sadowej mieszkali w różnych okresach pisarze i poeci Iwan Kryłow, Nikołaj Gniedicz (obaj w domu pracowników cesarskiej biblioteki pod dawnym nr 20), Apołłon Majkow (pod nr 51) i Michaił Lermontow (pod nr 61). W 1881 r. członkowie Narodnej Woli planowali dokonać przy ul. Sadowej zamachu na cara Aleksandra II. W tym celu wynajęli lokal w jednej z kamienic i otworzyli sklep serowarski. Równocześnie ze sklepowego zaplecza drążyli podkop pod ulicą, by zdetonować w tunelu bombę w czasie, gdy władca będzie wracał do Pałacu Zimowego z cotygodniowego przeglądu wojsk na terenie Maneżu Michajłowskiego. 1/13 marca 1881 r., w zaplanowanym dniu zamachu, Aleksander II zdecydował się jechać inną drogą, wzdłuż Kanału Jekateryńskiego. Kierowani przez Sofję Pierowską zamachowcy z bombami zdążyli jednak przemieścić się nad kanał i tam dokonać udanego ataku na cara. Już po pojmaniu i egzekucji organizatorów zamachu kolejna członkini Narodnej Woli, Wiera Figner, zamierzała wykorzystać sklep przy Sadowej i tunel do ataku na nowego cara Aleksandra III, jednak nie zgodził się na to komitet wykonawczy organizacji.

## Zabudowa ulicy

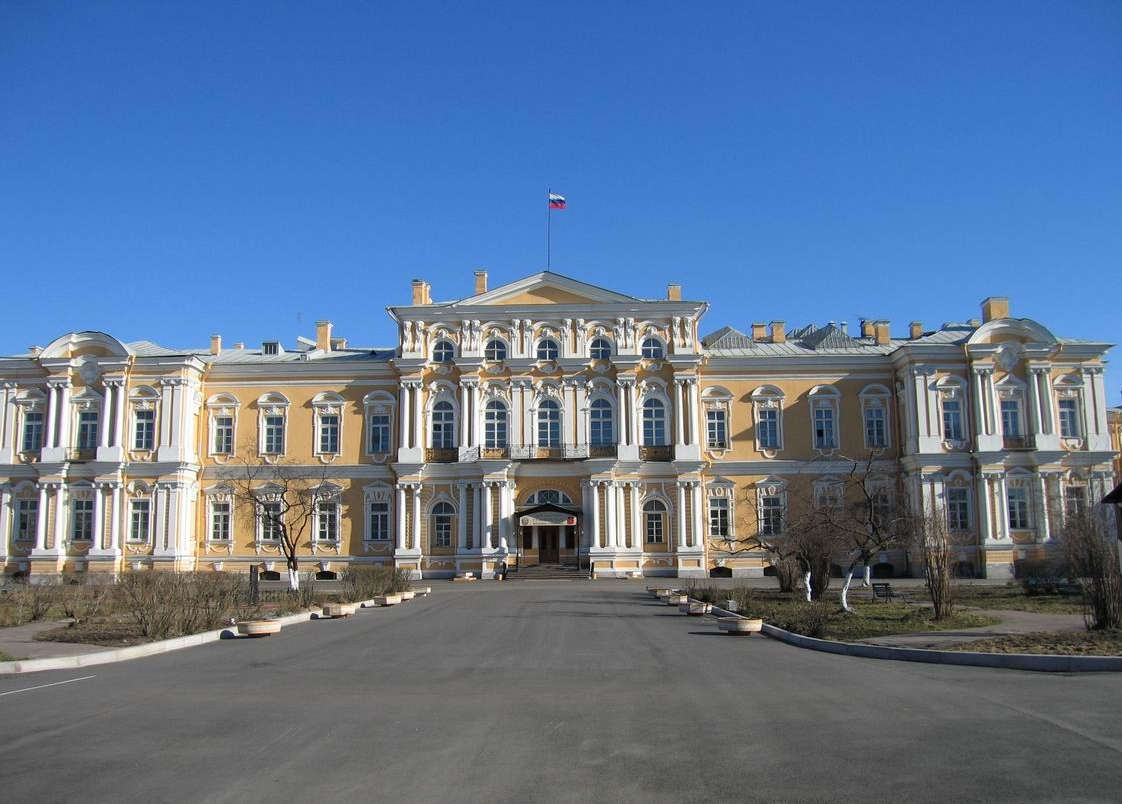
Pałac Woroncowa (nr 26)

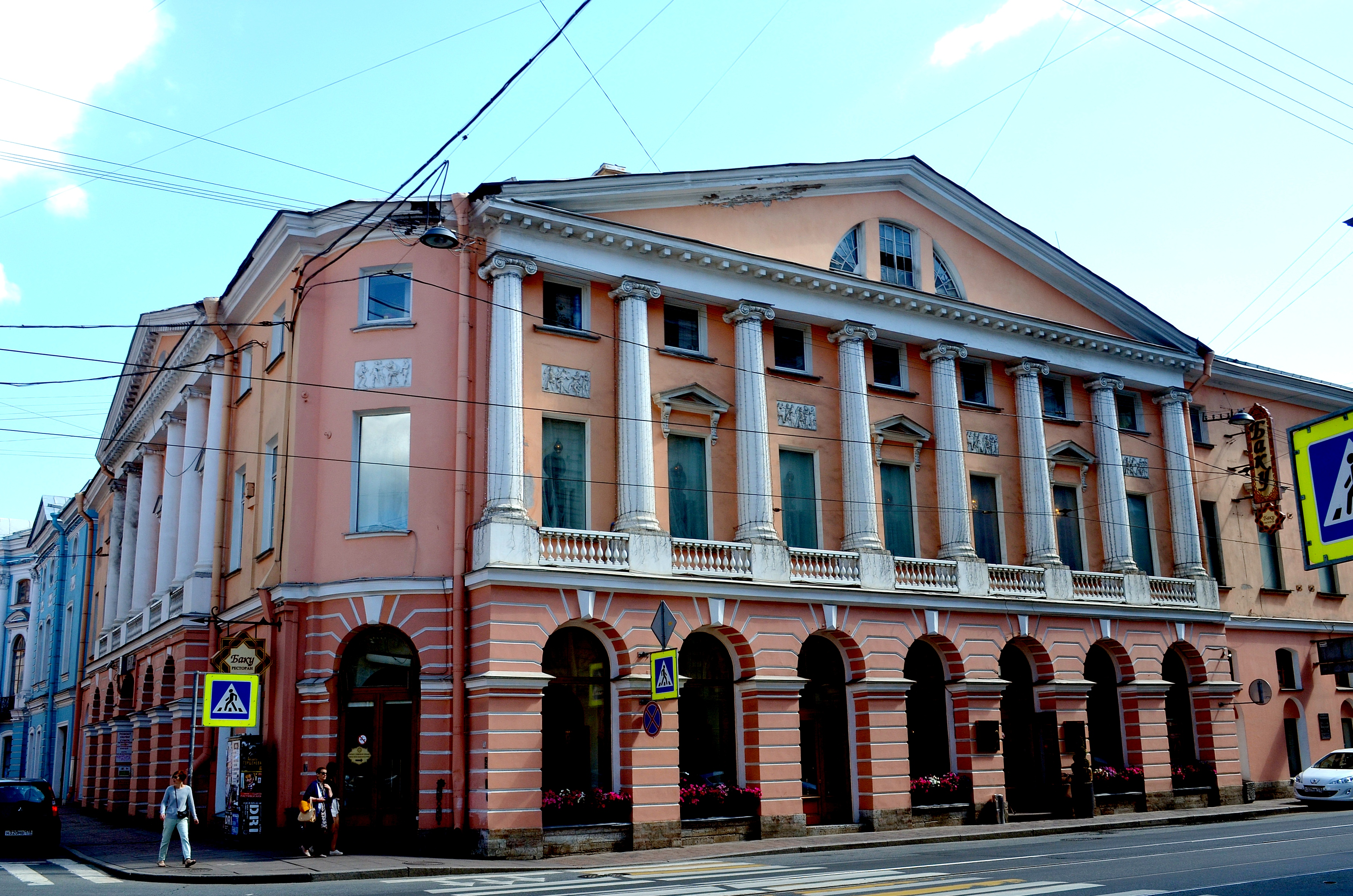
Dom z czterema kolumnadami (nr 12)

Przy ul. Sadowej znajdują się m.in. następujące obiekty o szczególnej wartości historycznej:. 
- Zamek Michajłowski pod nr 2[4]
- Ordonanshaus (Ордонансгауз) - budynek komendantury garnizonu petersburskiego wzniesiony w latach 1824-1826 pod nr 3, według projektu Carlo Rossiego[10]
- dom W. Jakowlewej pod nr 5 - budynek wzniesiony w latach 20. XIX w. według projektu Carlo Rossiego[4],
- dom "z czterema kolumnadami" pod nr 12 - wzniesiony w poł. XVIII w. dla hrabiego Iwana Szuwałowa, w XIX w. zajmowany przez ministerstwo finansów[11]
- budynek Banku Imperatorskiego pod nr 18-20, dawniej nr 16[4]
- budynek banku asygnacyjnego pod nr 21 - wzniesiony w latach 1783-1790 według projektu Giacomo Quarenghiego[12]
- pałac Woroncowa pod nr 26 - wzniesiony w latach 1749-1757[13], od 1810 r. siedziba Korpusu Paziów[14]
- dom Sawwy Jakowlewa (lata 80. XVIII w.) pod nr 38[4]
- kamienica pod nr 44 - wzniesiona w 1856 r. według projektu A. Langego[6]
- kamienica pod nr 55/57 - wzniesiona w latach 1904-1906 według projektu A. Liszewskiego dla różnych instytucji zarządu miasta[4]